# 藤原有信
藤原 有信（ふじわら の ありのぶ）は、平安時代中期から後期にかけての貴族、漢詩人、歌人、儒学者。藤原北家真夏流、式部大輔・藤原実綱の三男。官位は従四位下・右中弁。日野有信とも。

## 経歴
文章生・文章得業生を経て対策に及第し、康平8年（1065年）後冷泉天皇の六位蔵人に補せられる。治暦4年（1068年）後冷泉天皇の崩御に伴って蔵人を去るが、同年従五位下に叙爵した。白河朝では、実仁親王の東宮学士を務める。
堀河朝に入ると、兵部権大輔・左衛門権佐を務めたのち、寛治6年（1092年）右少弁に任ぜられる。その後は寛治8年（1094年）左少弁、承徳2年（1098年）右中弁と弁官を歴任し、承徳3年（1099年）正月に従四位下至る。この間、中宮大進として、中宮・篤子内親王に仕えたほか、藤原師通や藤原全子など摂関家の家司も務めている。
康和元年（1099年）7月11日卒去。享年60。

## 官歴
※注記のないものは『弁官補任』による。
- 天喜3年（1055年）日付不詳：文章生[3]
- 康平4年（1061年）日付不詳：文章得業生[3]
- 時期不詳：正六位上
- 康平6年（1063年）正月：見文章得業生丹後大掾[3]。10月26日：見文章得業生丹波大掾[4]
- 時期不詳：対策
- 康平8年（1065年）正月23日：六位蔵人[5]
- 治暦4年（1068年）4月19日：去蔵人（帝崩御）[6]。日付不詳：従五位下[2]
- 時期不詳：従五位上
- 承保2年（1075年）5月14日：見散位[7]
- 承保3年（1076年）7月18日：見東宮学士（皇太子・実仁親王）[5]
- 時期不詳：正五位下
- 寛治元年（1087年）12月13日：兼兵部権大輔[2]
- 寛治4年（1090年）6月5日：左衛門権佐[8]。9月21日：見藤原師通家司[9]
- 寛治6年（1092年）11月8日：右少弁、権佐如元
- 寛治7年（1093年）4月：中宮大進（中宮・篤子内親王）
- 寛治8年（1094年）6月13日：左少弁
- 嘉保2年（1095年）正月28日：兼美作権介。2月19日：円宗寺最勝会上卿[10]
- 嘉保3年（1096年）4月23日：藤原全子家司[9]
- 永長2年（1097年）正月29日：兼和泉守、去権佐大進
- 承徳2年（1098年）12月17日：右中弁
- 承徳3年（1099年）正月4日：従四位下。7月11日：卒去

## 系譜
『尊卑分脈』による。
- 父：藤原実綱
- 母：源道成の娘
- 妻：藤原実政の娘
  - 長男：藤原実光（1069-1147）
  - 次男：藤原宗光（1070-1143）
- 生母不詳の子女
  - 男子：藤原資経
  - 男子：日野有範（?-1176）
  - 男子：藤原範綱
  - 男子：藤原資光（?-1132）
  - 男子：宗慶
  - 男子：増覚
  - 男子：覚秀
  - 男子：増実（?-1126）
  - 女子：藤原宗兼室